# Lac Kuremaa
Le lac Kuremaa (en estonien : Kuremaa järv) est un lac du comté de Jõgeva en Estonie,.

## Géographie
Le lac Kuremaa est un lac de 397 hectares dans la commune de Jõgeva, orienté nord-ouest-sud-est et situé à 2 km au nord de Palamuse. C'est le deuxième plus grand de la région de Vooremaa après la lac Saadjärv.
Le lac est délimité par le parc Kuremaa au nord-ouest, un marais à l'est et au sud et la tourbière de Tõnnusaare à l'ouest. 
Au-dessus de la pointe nord du lac, se trouve une un manoir construit dans un style classique.
Le lac a une profondeur moyenne de 5,9 mètres, et une profondeur maximale de 13,3 mètres. 
Le lac est à 83 mètres d'altitude.
Le lac est situé dans la zone de protection du paysage de Vooremaa.